# 주병진
주병진(朱炳進, 1959년 3월 1일  ~ )은 대한민국의 방송인이자 기업인이다.

## 주요 이력
- "개그계의 신사", 리얼 버라이어티와 토크쇼 시대를 연 "예능의 황제"라는 닉네임으로 유명한 그는 음악 카페 진행MC로 일하던 1977년 우연한 기회에 TBC에서 데뷔하였다.
- 이후 MC체제의 1세대로 송승환, 왕영은과 함께 KBS 《젊음의 행진》에서 활약했다.
- 왕영은과는 1978년 TBC 해변가요제에 참가했던 동기 중 한 명이다.
- 왕영은은 대상곡인 '여름'을 불렀던 징검다리 멤버이고 주병진은 누나인 주선숙과 함께 듀엣으로 '속삭여 주세요'로 입상하였다.
- 이 가요제에서 인연을 맺은 배철수,구창모와 지금까지 친하게 지내는 이유다.
- 이후 《유머 일번지》마지막 에서 개그 실력을 발휘하다가 문화방송으로 자리를 바뀌고 옮겨《청춘만만세》에서 활동하였고 1990년 《일요일 일요일 밤에》의 MC로 발탁돼 1990년대 《일밤》의 전성기를 이끌었다.
- 《일밤》에서 노사연과 함께한 〈배워봅시다〉, 이경규가 진행한 〈몰래카메라〉 등 인기 코너에 출연했다.
- 《자니윤 쇼》 이후 1인 토크쇼 1세대로 《주병진쇼》, 《주병진의 나이트 쇼》, 《주병진의 데이트라인》 등을 진행했다.

- 1983년 방송일을 하며 번 돈으로 카페 ‘제임스 딘’을 창업하여 성공하였고 1990년에는 속옷전문업체 ‘(주)좋은사람들’을 설립하여 ‘보디가드’ 라는 브랜드를 시장에 출시해 연매출 1600억원을 달성함으로써 사업에 성공하면서 연예인 출신 사업가 1호로 활약하다가[1] 2008년 회사를 매각했다.[2] 방송인과 CEO로 승승장구하던 2000년에 성폭행 누명을 쓰고 구속되는 등 시련을 겪었으나 2년간의 법정 공방 끝에 무죄 판결을 받았다.
- 2011년 7월 6일과 7월 13일에 MBC 문화방송 《무릎팍도사》에 출연하여 자신의 생애를 회고하기도 하였다.

- 한편, <오!캐롤>을 통해 뮤지컬 데뷔를 했음에도 2018년 12월 일신상의 이유로 하차하겠다는 입장을 밝혔으나 제작사 엠에스콘텐츠그룹이 다른 출연진과의 불화를 일으켜 출연하지 않은 것으로 주장하자 엠에스콘텐츠그룹은 2019년 2월 본인(주병진)을 상대로 서울중앙지법에 3억 원의 손해배상 청구소송을[3] 제기했으나 패소하였다.

## 학력
- 서울덕수초등학교
- 양정중학교
- 광운전자공업고등학교
- 인천체육전문대학 체육학과
- 중앙대학교 연극학, 경영학 학사

### 비학위 수료
- 연세대학교 경영대학원 최고경영자과정 수료

## 생애

### 어린 시절·방송 데뷔 전

#### 행복하지 않았던 소년 시절
주병진은 어린 시절부터 코미디언으로서의 재능이 있었던 것은 아니었다. 겁이 많고 소심한 아이로 동네에서 맞고 다녔다. 친구와의 싸움에서 도망다녀 쥐 죽은 듯이 숨어있기도 했다. 유년기에는 가정환경이 넉넉하진 않았는데 아버지가 일찍 세상을 떠났으며, 어머니는 아이들을 돌보느라 고생을 많이 했다. 2남 1녀인 주병진의 형제자매는 반찬 투정을 거의 안하고 잘 먹는 편인데 라면만 열흘이나 먹으니 지겨워서 어머니에게 투정을 했던 기억은 있었다고 한다. 이사도 자주 다녔다. 연예계에서 일한 처음에는 몇 개월 간 수입이 없었던 터라 방송국에 다니며 출연 부탁을 하려는데 차비가 없어 어머니에게 차비를 달라고 했더니 “어제 꾼 돈도 못갚았다”라고 말한 것을 주병진은 생생하게 기억한다고 말했다. 그리하여 당시 신촌이었던 집에서 방송국까지 걸어갈 정도였다.

#### 코미디언을 꿈꾸다
주병진이 코미디언이 되고자 했던 이유도 가난에서 벗어나기 위한 것, 곧 먹고 살 걱정이 없이 살기 위한 것이었을 뿐이었고 어렸을 때부터 사업가가 되고 싶어했다. 그러나 커가면서 자본이 없이 어렵다는 것을 알게 됐고 자본금을 모을 수 있는 방법을 생각하자 돈을 많이 버는 것 같았던 연예인이 되기로 생각했다. 아버지가 세상을 떠나고, 어머니는 혼자서 흐느끼며 집안 분위기가 침체되어 있었으므로 주병진은 그 분위기를 바꾸기 위해 웃기는 말과 행동을 자주 했고 어머니는 나중에 코미디언을 하라는 조언을 할 정도였다.

### 방송 활동

#### 예능 활동
명동에 있는 《이종환의 음악살롱》에 간 주병진은 인터뷰를 하던 중 유머 감각을 구사하면서 호응을 얻었다. 이를 지켜본 이종환의 제의로 사회를 보기 시작했다. 당시 TBC의 김웅래 PD가 개그 코너에 출연시킬 출연자를 섭외하는 과정에서 소문을 듣고 찾아왔다. PD를 따라간 주병진은 방송국에 가서 첫 출연했다.
문화방송에서는 《청춘만만세》의 ‘신이시여’라는 코너에서 첫 번째로 출연했다. 신에게 죄에 대한 용서를 빌면서 다시 그 죄를 짓고있는 모습을 보여주는 반전 개그였다. 대부분 본인 스스로가 소재를 짰다. 그러던 중 문화방송은 주병진을 《일밤》 메인 MC로 발탁하게 됐는데 당시 큰 인기를 끌던 KBS 《쇼 비디오 자키》의 ‘쓰리랑 부부’ 코너에 대항하기 위해서였다. 《일밤》의 전체적인 분위기를 다 바꾸고 진행방식을 1인 MC 방식으로 바꾸었다. 이러한 것은 당시엔 낯설고 독특한 진행방식이었다. 토크쇼를 진행하면서도 각종 코너가 있던 형식이었고 이는 시청자들의 호응을 얻었다.
《일밤》의 간판 코너였던 ‘배워봅시다’는 어떠한 것도 배울 수 있기 때문에 소재의 다양성에서 무궁무진해 일밤 코너로 채택됐고 출연자로는 노사연이 선택됐는데 잘 배우지 못하기 때문에 예능으로써 웃음을 줄 수 있다고 생각했기 때문이었다. 이전 문화방송의 예능프로그램 《영11》에 출연한 노사연은 개그를 하면서 인기를 끌었고 그 기세를 몰아 노래 한 곡이 크게 인기를 끌었다. 이에 자신감이 붙은 노사연은 《일밤》 출연 제의가 들어오자 “나는 가수인데 웃긴건 안한다”라며 갑자기 돌변해 출연을 고사했다. 이에 주병진이 《일밤》에도 출연해서 인기를 끌면 다른 곡도 인기를 끌 수 있다고 설득했고 노사연은 어렵게 출연을 승락했다.
《일밤》의 한 코너였던 ‘몰래카메라’는 주병진이 외국 프로그램들을 보면서 “카메라를 숨겨놓고 상황을 연출하면 재미있겠다”고 생각하여 만들어낸 것이었다. 작전이 다 끝난 후 ‘몰래카메라’라는 팻말을 들고 나오는게 어떻겠냐고 아이디어를 PD에게 제안했다. PD는 좋은 아이디어라고 동조했고 코너가 완성됐다. ‘몰래카메라’라는 용어는 주병진이 처음 만들었고 국립국어원 국어사전에도 등재됐다. 당시 ‘몰래카메라’의 적임자가 이경규라고 따로 찍은건 아니었고 옆에 있어서 그냥 시킨 것이었다. 《일밤》을 진행하던 주병진은 아이디어가 끝없이 샘솟았다. 주제가 선정되면 그 순간에 아이디어가 몇 개씩 떠올랐고 심지어 국어사전을 아무데나 펼쳐놓고 찍은 단어를 소재로 사용하기도 했다.

#### 토크쇼 진행자
이어 《주병진쇼》, 《주병진 나이트쇼》, 《주병진의 데이트라인》 등이 만들어졌다. 1인 토크쇼는 《쟈니윤쇼》가 처음이었으나 주병진의 토크쇼는 유머를 구사한다든지 이야기의 흐름 등을 한국적으로 풀어간다는 점이 달랐다. 자신의 이름을 걸고 싶다는 생각은 막연하게 했었지만 그렇게 무거운 짐이 될줄은 몰랐다고 한다. 자신의 이름을 건 토크쇼를 진행하던 주병진은 32세의 젊은 나이였고 시사토크쇼였던 《주병진의 데이트라인》은 정치인들이 많이 출연했는데 정치인들의 기선에 눌려 날카로운 질문을 할 때 출연자가 갑자기 편집 요청을 하는 등 애를 먹기도 했다.

### 사업 활동

#### 식당 사업
주병진은 최고의 주가를 올리며 잘 나갔으나 어느 정도 인기가 궤도에 오르다보니 이것이 허상이라는 것을 어렴풋이 느끼고 내리막길에 대비해야겠다는 생각을 갖게 된다. 그리고 사업에 대한 꿈을 되새기며 시작해보기로 하였다. 주병진은 어렸을 적부터 사업에 대한 재능이 있었다. 학창시절 신문을 돌리던 아르바이트를 했는데 ‘신문 사절’이라고 붙여놓은 깡두집이 있었다. 그러나 인수인계를 받으며 무조건 넣으라는 지시를 받았다. 주병진에게 할당된 365부를 먼저 결제하고 깡두집처럼 어쩔 수 없이 넣어야 하는 집이 10%정도가 됐다. 그들은 신문을 보기 싫다며 신문을 받아도 신문값을 내지 않았다.
주병진은 머리를 써서 이틀은 안넣고, 다시 며칠 넣다가 며칠 안넣고를 반복했다. 그리고 신문값을 받으러 가면 고객은 신문을 안본다고 화를 내면서도 “매일 오지도 않는다”라고 다시 화를 냈다. 그러면 주병진은 ‘그럼 다 넣어드릴테니 반값에라도 보라’고 권유했고 그러면 반값이라도 건지게 되는 것이었다. 또한 남은 신문들은 고기집에 한부값만 받고 뭉텅이를 다 넘겨버리기도 했다. 그리하여 받지 못하던 수입을 최대로 받았다.
연예계에 데뷔한 지 얼마 안되던 주병진은 서울특별시 방배동의 유명한 해장국집을 보며 동네가 고급스럽고 상권이 좋을거라 생각하여 여기다가 카페를 차리면 잘될 것이라 생각했다. 술에 취했던 중에 해야겠다고 결심을 하게 됐다. 그러나 돈은 없었고 돈을 꿀 사람들의 명단을 정리해 돈을 꾸기 시작했다. 대부분 꾸지 못했으나 별로 친하지 않았던 사람들 사이에서 꾸어주는 사람들이 생겨나기 시작했다. 조금만 돈이 생기면 계약금으로 내고 중도금 치를 때까지 돈을 꾸고 조금 늦어지면 핑계를 대며 미루고 꾸기를 반복했다. 당시 주병진은 24살 때였다. 그러다 갑자기 자신이 너무 큰 일을 벌였다는 생각을 갖게 됐고 심각해졌으나 우연히 만난 전 여자친구가 응원의 편지를 차에 꽂아 놓고 간 것을 보고 용기를 얻어 더 열심히 자금 마련을 위해 노력했다.
우여곡절 끝에 카페 개장일이 다가와 카페에 찾아가보니 제임스 딘 사진만 걸려 있고 아무것도 없었다. 고사도 지내야 하는데 돈도 전혀 없었다. 그러던 중 친구이자 희극인인 장두석이 개업 축하를 해주러 온 것을 보고 돈을 빌려 고사를 지내고 화분도 몇개 구입해 갖다 놓았고 1983년에 200만원을 투자한 카페를 개업했다. 개업날부터 사람들이 몰려와 24시간 영업했다. 카페 영업을 하면서도 돈을 꿔준 사람들이 찾아와 갚으라고 독촉했으나 장사가 잘된다는 점을 강조하며 안심시켰고 매일 매출을 분할하여 갚으면서 6개월 만에 모든 빚을 다 갚았다. 차별화를 위해 주병진은 카우보이 모자 간판을 일반 간판보다 5~6배 더 크고 비싼 것으로 달아놓아 그 근처를 운행하는 택시기사들이 제임스딘 카페를 기준으로 지리를 찾아가기도 할 정도였다. 한편, 카페명 제임스딘은 외국어였기 때문에 상호 등록이 불가능했다. 그리하여 ‘쟤 임씨든’이라는 의문형 한국어로 겨우 등록을 했다.

#### 카페점 운영
카페 ‘제임스딘’을 하면서 2호점, 분점 등을 내놓으면서 번창했지만 본격 사업이 아니라는 생각을 하게 됐고 사업다운 사업을 하고싶다는 생각을 갖고 있었다. 당시 환율 급등으로 인해 수출이 어려워진 상황이었고 내수 시장이 활성화되던 시기였다. 사업을 구상하던 중 내수시장에 업체가 3개밖에 없던 속옷 사업을 눈여겨보게 됐다.
그러나 사람들은 살아남기 어렵다는 이유로 말렸다. 디자인 작업을 하고 난 후 주문을 할 때도 신생 기업이라 주문량이 많지 않았고 번거로운 작업때문에 천 회사에서 계약을 거부하기도 했다. 우여곡절 끝에 시제품을 완성했다. 얇은 천으로 되어 있던 밴드를 굵고 확실히 튀는 디자인으로 차별화를 꾀했다. 그러나 광고 자금이 부족했기 때문에 매장 내에서 돋보이는 제품을 만들어보자 생각하여 네모난 포장이 대부분이던 상황에서 동그란 원통형 포장을 만들어냈다. 1990년 그렇게 자본금 5천만원으로 속옷 사업을 시작하였고 독특한 디자인으로 시선을 끄는데는 성공했으나 원통형 케이스가 자꾸 굴러 떨어지면서 매장 주인이 진열을 거부하기도 했다.
절망한 주병진은 사업을 접으려던 순간 전화 한 통화가 왔다. 다른 속옷 제조 중소기업의 영업부 직원이 사업주와 뜻이 맞지 않아 나온 후 주병진에게 입사 제의를 한 것이었다. 당시 남성 속옷 전문 브랜드로 추진하고 있었는데 새로 입사한 영업부 직원들은 여성용을 만들어야 한다고 지적했다. 주병진은 기업 이미지와 맞지 않아 내키지 않았으나 밑져야 본전이라는 심정으로 여성용 속옷을 만들었고 예상 외로 잘팔렸다.

#### 투잡 활동
새로운 직원들이 믿을만하다고 생각한 주병진은 사업을 확장하기 위해 밤무대를 뛰면서 자금을 모았다. 파격적인 광고로 차별화를 꾀하기도 했다. 가격이 비싼 TV광고나 신문 전면광고는 어려웠고 만화처럼 찾는 광고를 해보기로 했다. 매일 광고를 내놓으니 나중에는 사람들이 그 광고를 찾아서 보기 시작하면서 효과가 극대화되었다. 또한 파격적인 누드광고도 화제가 됐다. 새로운 체인점을 모집하는데 확실한 홍보가 필요했기 때문이었다. 광고의 실체를 알리지 않고 나중에 밝히는 티저 광고를 기획했다.
첫 광고는 주병진이 양복 단추를 풀고 ‘보디가드의 부탁으로 2월 21일 옷을 벗겠습니다’라고 광고를 냈다. 이때까지 사람들은 별다른 관심이 없었다. 그리고 두 번째 광고에선 팬티만 입은 주병진의 사진을 싣고 ‘2월 24일 정면으로 모두 벗겠습니다’라고 광고를 냈는데 이 광고를 낸 이후 경찰에게서 경고성 전화가 오기도 했고 소비자단체에서 항의 전화가 오기도 했을 뿐만 아니라 선정성이 난무하다는 이유로 뉴스에 보도된 적도 있었다. 마지막으로 세 번째 광고에서는 ‘저는 지켰습니다’라는 자막에 주병진이 다 벗은 아기 사진을 들고있는 광고가 나갔다. 유쾌한 결말에 경고를 해왔던 사람들의 전화는 더 이상 오지 않았고 당일 체인점 모집을 100개 이상 하는 등 성공을 거두었고 연매출 1,600억원 기록을 세우는 데 한몫했다.

### 대마초 투약 혐의
1983년 10월 7일 탤런트 홍예리, 가수 김수희와 함께 대마초를 피우다 불구속 입건됐다. 검찰에 따르면 이들은 1982년부터 1983년까지 상습적으로 피워온 것으로 드러났다. 그 후 10월 29일 서울지검은 단순한 호기심으로 몇 대 피웠을 뿐인데다 잘못을 깊이 뉘우친 점을 감안해 기소유예를 선고했다.

### 성폭행 누명

#### 성폭행 누명과 피소
사업가로서 최고의 전성기를 구가하던 주병진은 2000년에 성폭행 누명 사건을 겪게된다. 2000년 11월 한 여대생이 “19일 오전 2시 30분께 주씨의 벤츠 승용차 안에서 성폭행당했다”고 신고해온 것이었다. 여대생은 경찰에서 “서울 용산구 이태원동 H호텔 가라오케 주점에서 일행과 어울려 함께 술을 마신 주병진이 ‘집까지 태워다 주겠다’며 자신을 승용차에 태워 성폭행하고 주먹으로 때렸다”고 주장했다. 주병진은 경찰서에 자진 출두하여 항변했다. 주병진은 11월 20일 경찰에 출석해 “19일 새벽 서울 이태원 H호텔 주차장에 세워둔 벤츠승용차 안에서 여대생 강씨와 협의하에 성관계를 가졌고 강씨 몸의 상처는 ‘술 한잔 더 하러 가자’며 실랑이를 벌이던 중 생긴 것”이라고 주장했다.
그러나 검찰은 주병진에 대해 구속영장을 청구했고 11월 24일에 전격 구속됐다. 그러나 12월 29일 주병진이 피해자에게 합의금을 지급했고, 피해자도 주병진에 대해 관대하게 처벌해 달라는 내용의 진정서를 제출해 보석으로 풀려났다. 2001년 1월 11일 열린 첫 공판에서 주병진은 “피해자와 차 안에서 성관계를 맺은 것은 사실이나 강제로 폭행한 사실은 없었다”며 “피해자의 상처는 성관계 후 ‘술을 더 마시러 가자’고 실랑이하는 과정에서 생긴 것”이라며 혐의를 부인했다. 그러나 2001년 3월 22일 법원은 징역 2년 6월에 집행유예 4년을 선고했는데 재판부는 “공소사실은 모두 유죄로 인정된다”고 말했다. 주병진이 ‘진실’보다 ‘이미지’를 중시한 나머지 여대생에게 합의금을 준 것이 유죄의 정황으로 인정되었던 것이다.

#### 재판과 무죄 판결
그러나 주병진은 항소했고 2001년 11월 28일에 무죄 판결이 내려졌다. 재판부는 “피해자가 주병진으로부터 받은 합의금을 증인들에게 나눠준 경위 등으로 볼 때 피해자와 증인 등의 진술을 믿기 어렵고 피해자 허벅지의 상처도 사건 당시 입은 것으로 보기 어렵다”고 말했다. 주병진과 동료들은 여대생이 학교에서 제적을 당했으며 룸살롱 직원이라는 사실도 밝혀냈다. 또한 여대생의 동생이 똑같은 방법으로 룸살롱 사장에게 성폭행 누명을 씌우려 한 사실도 드러났다. 또한 여대생이 친구에게 돈을 주며 자신을 때려 상해를 입히도록 한 것도 드러났고 이러한 증거물들이 인정된 것이다. 그리고 이듬해인 2002년 7월 12일 무죄 확정 판결을 받았다.
무죄 판결을 받은 주병진은 2002년 7월 19일 자신을 고소한 여대생을 비롯해 방송사 PD, 잡지사 기자, 의사, 경찰관 등 8명을 상대로 명예훼손 혐의로 고소했다. 주병진은 고소장에서 “수사과정에서 일방적으로 고소인 강씨 말만 믿고 언론 등이 본인을 성폭행범으로 몰아 세우는 바람에 명예가 크게 훼손됐다”고 주장했다. 그리고 12월 6일 자신을 고소한 여대생과 당시 이를 보도한 모 방송사 등 4개 언론사와 취재기자 등을 상대로 모두 20억 원의 손해배상 청구소송을 서울지법에 냈다. 이에 대해 2003년 7월 8일 법원은 “A주간신문과 당시 소속 기자는 5천만원을, 온라인 뉴스 제공업자 임모씨는 1천만원을 주병진에게 각각 지급하라”고 판결했다.
그러나 국가를 상대로 5억 원의 명예훼손 손해배상 소송을 낸 것에 대해서는 “원고가 명예에 타격을 입어 정신적 손해가 일부 인정된다고 하더라도 피고들에게 위법성이 없어 손해배상 책임을 물을 수 없다”는 이유로 패소했다. 주병진을 고소한 여대생은 2003년 6월 지명수배되었으나 향후 행방에 대해서는 언론에 더 이상 보도되지 않았다.
주병진은 그렇게 무서운 시기를 보낸 적이 없고 나의 진실을 이야기 하기 위해 뭐라도 꺼내보이고 싶었다고 밝혔다. 진실이라는 무기를 주장했으나 소용이 없었다고 말했다. 법은 3심까지 있어 기회가 있지만 인터넷의 글들은 1심, 2심, 3심이 없고 그대로 판결이 내려지며 씻을 수 없는 상처를 받았다고 말했다. 1심 때는 무죄판결을 받지 못했고 중압감을 느꼈다. 당시 임신 중이었음에도 불구하고 도움을 줬던 이성미, 박미선, 이경실 등의 희극인들이 지속적으로 도와줬고 각종 증거를 확보하는데 도움이 되었다. 무죄 선고를 받던 날 도와줬던 사람들은 동시에 함성을 질렀다. 그리고 원래의 모습을 되찾을 걸로 생각했는데 무죄선고 소식을 듣지 못한 사람들의 손가락질은 계속됐다. 12년의 시간 동안 주병진은 자살할 생각도 해봤으며 잠도 잘 이루지 못했다고 말했다.
정작 이 사건에서 주병진과 연루된 그 여대생은 주병진이 무죄를 선고받자 캐나다로 도망갔다.

### 최근
주병진은 오랜기간 방송 활동을 하지 않아 젊은 세대들은 방송인이었던 사실을 모르는 경우도 있다. 실제로 주병진의 회사에 들어온 신입사원은 주병진에게 “방송했던 적 있었다면서요?”라며 물어오는 경우도 있었다. 그러나 2011년 7월 6일, 방송을 중단한 지 12년 만에 문화방송 《황금어장》 ‘무릎팍도사’에 출연하면서 큰 화제를 불러모았다. 특히 ‘무릎팍도사’의 MC 강호동은 이경규가 발탁했는데 이경규를 주병진이 발탁했기 때문에 강호동은 주병진을 더 깍듯이 대했다. 강호동은 “무릎팍도사 역사상 최고의 월척 가운데 하나”라며 극찬했다. 강호동은 또한 “주병진이 방송 30분 만에 감을 잡고 제 페이스를 찾는 모습이 보였다”라며 주병진의 방송 감각에 대해서도 호평했다. ‘무릎팍도사’는 2008년에도 주병진을 섭외하기 위해 노력했으나 무산된 바가 있었다. 주병진은 당시 성폭행 누명 사건 문제로 “정신질환을 앓고 있다고 생각할 정도였다”면서 이유를 설명했다.

## 기타

### 스캔들·결혼 문제
주병진은 아직 결혼을 하지 않았다. 어머니가 ‘나중에 장가가면 이런 여자를 만났으면 좋겠다’고 말을 했지만 그것을 지키지 못하고 있는 것인데 과거에 겪었던 평지풍파가 크게 영향을 미친 것이 컸다. 주병진은 전에 방송하던 당시 고현정 같은 사람을 이상형으로 꼽았었다고 말했다. 한편 주병진은 노사연과 《일밤》을 진행하면서 스캔들이 일어난 적이 있다. 그때 주병진은 사실이 아닌데 기사가 나서 크게 분노했고 노사연은 주병진의 격한 반응에 놀라기도 했다. 주병진이 방송을 진행하면 노사연이 크게 반응을 보이면서 잘한다고 박수치고 호응을 해줬던 것이 오해를 불러 일으켰던 것이었다.

### 에피소드
- 주병진이 《일밤》 MC로 활동하던 시절 방송을 끝내고 회식을 하는 중 야자타임을 하는데 생각보다 시간이 많이 흘러 1시간을 넘겼다. 더 이상 재미도 없고 분위기도 안좋아져 주병진이 “그만합시다”라고 말하자 최양락이 “뭘 그만하냐”라고 거부했다. 이에 화가 난 주병진은 족발을 던졌고 결국 당사자 였던 최양락은 울고 말았다.[49]
- 《일밤》 MC 시절 ‘괴력의 소유자’라는 코너가 있었는데 그중 무는 힘이 강한 사람이 출연했다. 처음엔 쌀 한 가마, 두 가마로 시작하여 마지막엔 오토바이를 들기로 했는데 출연자의 치아가 빠져서 주병진이 당황하기도 했다. ‘차력’ 코너에서는 차력사가 주병진이 입에 물고있는 장미를 눈을 가리고 진검으로 자르는 시범을 보이기로 했는데 차력사의 입에서 술냄새가 확 풍기는 것이었다. 주병진은 이에 불안함을 느꼈으나 다행히 제대로 잘라서 사고는 벌어지지 않았다.[50]

## 약력
- 1977년 : TBC 동양방송 코미디언으로 데뷔
- 2011년 ~ 현재 : 스노우스푼 대표이사
- 2005년 ~ 현재 : 터그컴퍼니 대표이사
- 2000년 : 프랑켄슈타인 대표이사 사장
- 1990년 ~ 2008년 : 좋은사람들 대표이사 사장

## 출연작
TV 출연 및 진행
- 2024년 ~ 2025년 tvN STORY 《이젠 사랑할 수 있을까》
- 2018년 : MBC 《미스터리 음악쇼 복면가왕》 참가자 (남대문 열렸다! 인사 잘~하는 수문장!)
- 2015년 : 채널A 《개밥 주는 남자》MC
- 2014년 : TVN 《근대가요사전 방자전》MC
- 2011년 : MBC 《주병진 토크 콘서트》MC
- 1998년 ~ 1999년 : SBS 《주병진 데이트라인》
- 1997년 : KBS 《서세원의 화요스페셜》
- 1995년 ~ 1996년 : MBC 《주병진 나이트쇼》 MC
- 1994년 4월 ~ 1995년 8월 : MBC FM4U 《2시의 데이트 주병진입니다》
- 1993년 : MBC 《도전 추리특급》
- 1993년 : SBS 《주병진쇼》 MC
- 1992년 : MBC 《특종 TV연예》
- 1992년 : MBC 《즐거운 세상》
- 1991년 : MBC 《여기 젊음이》
- 1989년 : MBC 《생방송 아침을 달린다》
- 1988년 ~ 1995년 :  MBC 《일요일 일요일 밤에》
  - 《일요진단》
  - 《배워봅시다》
  - 《미주알 고주알》
  - 《스타맞선》
- 1988년 : MBC 《유쾌한 스튜디오》
- 1987년 : MBC 87 미스코리아 선발대회 전야제
- 1987년 : MBC 《청춘만만세》

- 1986년 : MBC 《달려라 팔도강산》
- 1984년 : MBC 《스포츠교실》
- 1984년 : MBC 《쇼 2000》
- 1983년 : KBS 《유머 일번지》
- 1982년 : MBC 《쇼 12시에 만납시다 》
- 1981년 : KBS 《젊음의 행진》

라디오
- 1990년 : MBC 표준FM 《주병진 노사연의 100분쇼》
- 1995년 : MBC FM4U 《두시의 데이트 주병진입니다》
- 2015년 : KBS 해피FM 《매일 그대와 주병진입니다》

영화
- 《칙칙이의 내일은 참피온》 1991년
- 《가슴 깊게 화끈하게》 1981년 ... 정의한 역
- 《고래섬 소동》 1981년

CF
- 1982년 크라운제과 밀크캬라멜 (이성미와 함께 출연)
- 1984년 금강 랜드로바
- 1987년 빙그레 쟈키쟈키
- 1989년 KT 전화요금 자동납부제도 (MBC 아침을 달린다 팀으로 출연)
- 1989년 롯데제과 노타임껌
- 1989년 한국광고공사 수질보전캠페인
- 1990년 유한킴벌리 크리넥스
- 1990년 명인제약 모아겐
- 1990년 롯데제과 ABC초콜릿 (MBC 개그맨 팀으로 출연)
- 1990년 롯데제과 해바라기 초코볼 (MBC 개그맨 팀으로 출연)
- 1990년 웅진씽크빅 웅진아이큐 (MBC 일밤 배워봅시다 팀으로 출연)
- 1990년 마일드치킨
- 1990년 부광약품 테라메드
- 1991년 해태제과식품 유카리스 (우희진와 함께 출연)
- 1992년 명인제약 이가탄
- 1993년 삼성전자 퍼펙트세탁기
- 1993년 기아자동차 스포티지 (최민수와 공동출연)
- 1994년 레이디가구
- 1994년 레이디가구 레스토닉침대
- 1995년 좋은사람들 보디가드
- 1995년 하이트진로 (인쇄광고로 출연)
- 1995년 고려제약 하벤
- 1996년 고려제약 하벤에프
- 1996년 고려제약 산타볼(산타몬플러스)

뮤지컬
- 1982년 : 《화이트 크리스마스》
- 2018년 :  《오! 캐롤》- 허비 역

연극
- 1983년 : 《콜렉터》

## 수상 내역
- 1998년 대한적십자사 감사패
- 1995년 제15회 섬유공업상 '내의류부문'
- 1992년 제4회 한국방송프로듀서상 코미디언부문 출연자상
- 1991년 MBC 방송대상 라디오부문 최우수상
- 1990년 MBC 연기대상 코미디부문 최우수상
- 1989년 MBC 연기대상 코미디부문 우수상
- 1985년 MBC 문화방송 개그콘테스트 입상
- 1981년 KBS2 한국방송공사 개그콘테스트 입상
- 1977년 TBC 동양방송 해변가요제 장려상

## 저서
- 《건방을 밑천으로 소주를 자산으로》 (청아출판사, 1997년) ISBN 8936806068